# 极限脱出 刻之困境
《极限脱出 刻之困境》（又译作）是Chime开发的冒险游戏，于2016年6月登陆任天堂3DS和PlayStation Vita，由Spike Chunsoft在日本发行，Aksys Games在北美和欧洲发行。Microsoft Windows版于2016年6月由Spike Chunsoft全球发行。PlayStation 4于2017年8月登陆北美和日本，9月登陆欧洲。游戏是《极限脱出》系列第三部作品，前两部是《極限脫出 9小時9人9扇門》（2009）和《极限脱出ADV 善人死亡》（2012）。
故事发生在前两部作品之间，讲述9个人被名叫零的面具人绑架，被迫分成三队参与死亡游戏“抉择游戏”。玩家扮演其中三位角色，所经历的各章内容包括剧情动画、密室逃脱谜题及必须做出的道德抉择。每章代表一段90分钟的时间，可乱序游玩。
本作由系列创剧人打越鋼太郎监督编剧，細江慎治配乐，富野美设计角色。钢太郎于2012年开发规划游戏剧情，但开发工作由于系列在日本销量不佳无限起暂停。后来由于系列粉丝呼声很高，开发工作于2015年宣布继续。游戏获得评论人的好评。

## 游戏系统

在“逃脱”部分中，玩家须寻找线索解开谜题，从而离开房间。

《极限脱出 刻之困境》是一款冒险游戏，设置了多个各代表90分钟的章节。每章由小说和逃脱谜题部分组成。在游戏中，章节被称作“碎片”，出现“浮动碎片”（Floating Fragment）系统中，玩家可以根据图片和模糊的描述在系统中选择要玩的片段，每个片段可以乱序游玩。游戏中的角色每90分钟就会失忆一次，不知道自己所深处的时间线。玩家补全碎片后回到系统，碎片就会出现在故事流程图中，显示故事发生的地点。
小说部分以三维剧情画面展示，有镜头移动及日英文配音。逃脱部分由13个不同的房间组成，玩家需要在第一人称的点击界面中搜寻房间中的工具和线索，解决谜题。由于谜题大多是独立的，玩家的记忆力及解决谜题的技巧会得到考验。在这些谜题中，玩家必须解密消息，其中一个还要求玩家正确对齐三维物体的侧面。
完成逃脱部分后，玩家要在道德决策中站定立场。其中一个这样的抉择中，有一个角色被锁在椅子上，旁边有一把枪，另一个角色则在焚化炉中。为了停止焚化炉，玩家需要扣动扳机，凭借着有50%几率射出的实弹，杀死椅子上的角色。玩家作出决定的形式各式各样，一些是在选项间作出选择，另一些是输入自己的答案。

## 剧情

### 设定与角色
《极限脱出 刻之困境》的背景设置在《9小时9人9扇门》和《善人死亡》之间。九位主角被锁在地下核弹掩体中，被迫进行名为“决定游戏”（Decision Game）的死亡游戏，而该游戏由名叫“零”（Zero）的神秘面具人主持。掩体分为三个部分，每个部分有三个人，各组成C队、Q队和D队三支队伍。每位主角必须拿到六组密码，才能乘中央大厅的电梯离开，但每组密码只会在一位角色死亡后公布。每位角色所佩戴的手表每90分钟就会向他们注射麻醉药，这会让他们丧失先前的记忆。游戏牵涉大量的神秘理论，其中出场次数最多的是多世界理论，即每个角色所做的每个选择都会创造选择相反的替代宇宙，而游戏的时间线便是由这些不同的路线组成的。
角色方面，C队由正义感极强的消防员卡洛斯（Carlos）；为缔造和平未来的秘密社团工作，佯装“大方得体、完美的日本女生”的茜（Akane）；茜的儿时玩伴、一直在打听她下落的私家侦探淳平（Junpei）。Q队包括戴着球形头盔的天真失忆男孩Q；在压力之下容易慌乱的冰淇淋店店员埃里克（Eric）；不流露太多感情、埃里克的情人米拉（Mira）。D队包括崇尚和平不爱打架的护士戴安娜（Diana）；外表22岁、内心已67岁的西格玛（Sigma）；曾和茜及西格玛共同参与Dcom（火星共居实验居所）项目，从激进6号（Radical-6）病毒中拯救世界的法伊（Phi），另外还有通过连接各部分通风管道在各小队之间传递消息的小狗加布（Gab）。

### 梗慨
Dcom实验的九名参与者被面具神秘人“零”绑架。“零”先让他们参加扔硬币游戏，猜对就可以离开，但会忘掉在实验基地的所有记忆，猜输了就要会在基地的三个不同的部分醒来，每个部分有一支队伍。所有人都要参加“抉择游戏”，投票选出其中一支队伍，得票最多者会被处决。从这里开始，剧情分为不同的时间线，游玩顺序由玩家决定。
在一条时间线中，法伊被杀，戴安娜和西格玛被困在基地中。他们找到一个传送设备，用机器将自己的副本传到其他时间线。原本的他们会存活，而传送器需要花10个月充满点。后来戴安娜和西格玛产生感情，戴安娜生下了一对异卵双胞胎，其中男婴取名代尔塔（Delta），女婴取名法伊（Phi）。传送器充满电后，他们将两个婴儿传送到过去，防止他们受到零的威胁。另一条时间线中，茜发现卡洛斯在危急时刻可以将意识在不同时间线之间传送，她说这就叫“时空人类内部波动转移”（Spacetime Human Internal Fluctuating Transfer），或简称“SHIFT”。C队与卡洛斯的意识传送能力产生共鸣，在不同时间线之间来回切换，搜集了所有密码，但零派出一个戴着头盔的男孩——名叫希恩（Sean）的類人型機器人——前去袭击打破规则的他们。
卡洛斯利用传送逃到了戴安娜和西格玛的副本所在的时间线。戴安娜和西格玛来到布置满睡眠舱的房间，叫醒了休眠的埃里克和希恩，但也找到了其他参与者的尸体。埃里克武装了一把霰弹枪，要求其他人交代杀害米拉的凶手。卡洛斯说自己一直在C区，不可能是杀人凶手，但戴安娜指出各个部分都是相互连通的，而唯一一个休息室会利用光雕投影变换室内的装潢。他们发现，每当有一支队伍醒来活动时，其他队伍都会在休眠中休眠。希恩透露了零的真实身份，他就是代尔塔。代尔塔如今又聋又哑又瞎，需要轮椅代步，他一直都在通过玩家视角陪着Q队，但待在镜头后面。他承认自己利用超感官知觉能力迫使埃里克杀了所有人，除了戴安娜，从而阻止参与者逃跑。
在设置在《善人死亡》之前的时间线中，法伊冒着会杀死自己的75%几率，注射了激进6号。淳平和茜发现“零”制造了激进6号疫情，希望借此杀掉毁灭全人类的邪教团体；激进6号的危害性较少，会让20亿人活下来。在全员幸存的时间线，参与者们利用传送找回之前时间线中的回忆。代尔塔说他之所以安排抉择游戏，是为了确保他和法伊能出生，造成戴安娜和西格玛出生后生变化，使法伊获得转移能力，代尔塔获得读心机直接控制他人身体的能力。
参与者们激发大厅内的“强制退出箱”，启动基地的自毁程序。茜发觉即将到来的危险以及转送者聚集在一起时的共振，能够让参与者们转移至他们成功猜对硬币正反面的时间线，从而逃脱。成功转移后，参与者威胁要报警，叫警察抓走代尔塔，可代尔塔表示现在的时间线中他没有犯下任何罪行。他表示这个时间线没有激进6号疫情，也就是说人类会走向灭绝，参与者们必须为改变未来而作出决定。他说，自己的其中一个目标，是让他们融入这种思想框架。他给了卡洛斯一把手枪，让他选择杀死自己还是让他活着，而这就是人类的命运。游戏最终以卡洛斯用枪瞄准结束。
游戏的终章出现在最后的时间线中。卡洛斯的妹妹成功康复，也获得了在不同时间线中跳跃的特殊能力。卡洛斯成了茜与淳平的挂名哥哥，而后两者也即将结婚，他们三个发誓阻止邪教分子的阴谋。米拉就自己的杀人行为向警方自首，也嫁给了埃里克。希恩帮助米拉越狱，让她用传送器阻止过去的自己杀人。1904年的法伊据推测成了研究人员，研究能让她活100岁的传送器。

## 开发

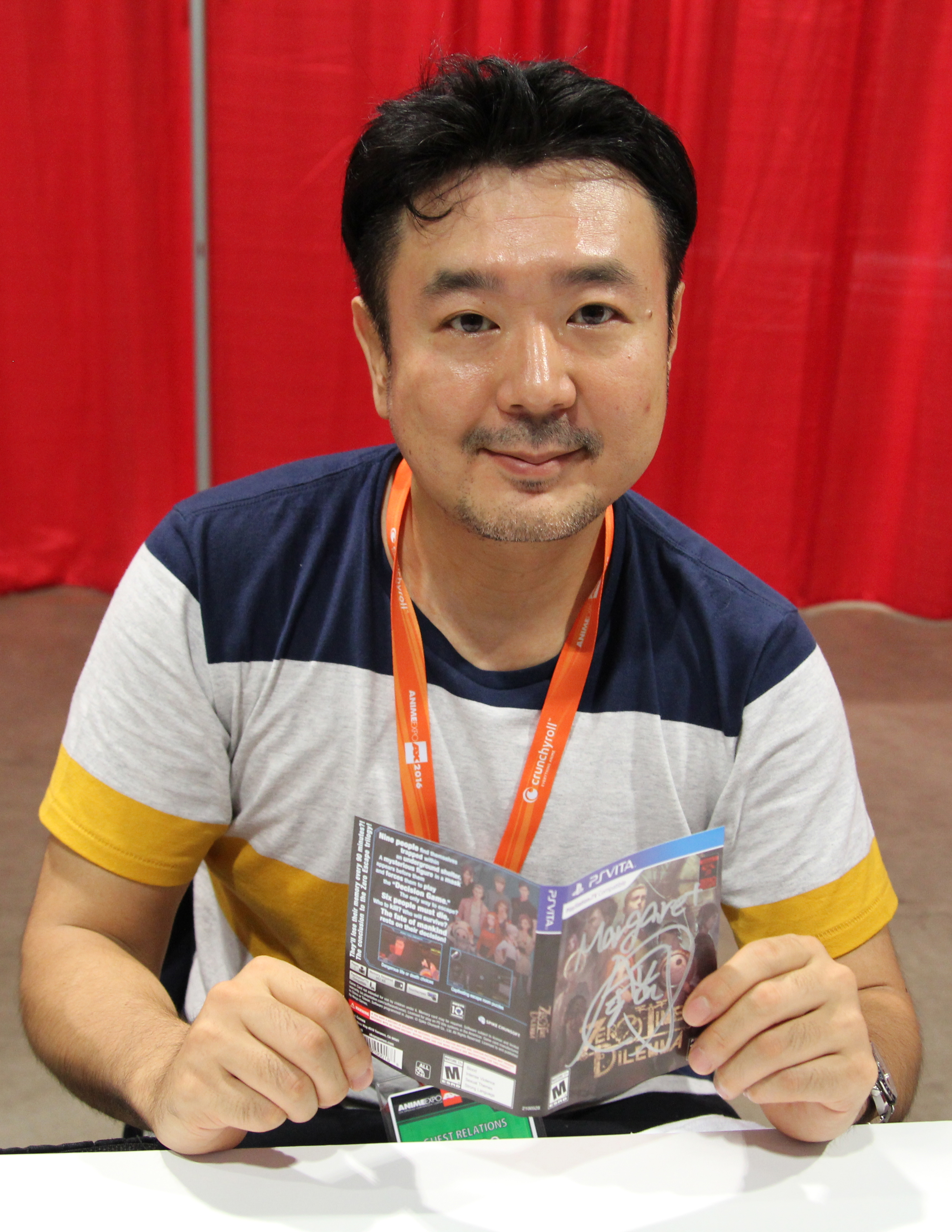
游戏监督打越鋼太郎计划将本作打造成系列最终作。

《极限脱出 刻之困境》由Chime开发，打越鋼太郎监督编剧，細江慎治作曲。钢太郎2012年首次提到《极限脱出》系列第三部作品的细节，称这将是系列最终作。2013年6月，他表示故事规划已完成，但开发工作尚未开展。2014年2月，据指因应系列在日本市场的销量不佳，项目无限期搁置。
钢太郎有考虑过在Kickstarter之类的网站举行众筹募集开发资金，但后来认为这种做法缺乏实现筹款目标所需的说服力。他也向高管和投资者寻求机会。系列的粉丝启动名叫青鸟行动（Operation Bluebird）的线上活动，激发大家留意《极限脱出》系列，支持第三作开发。在阐述游戏提案时，钢太郎以粉丝翻唱系列主题曲《形态发生场的悲伤》（Morphogenetic Sorrow）开头，他认为这是使项目获得批准的关键手段。2015年7月的Anime Expo上，Aksys Games宣布继续第三部的开发工作，表示该游戏的呼声很高，促使他们重新评估。到2016年3月，开发工作已完成80%。Microsoft Windows移植版由Chime负责，曾参与《槍彈辯駁》系列Windows版移植的Abstraction Games给予指导意见。
至于音乐方面，钢太郎将游戏的情感和概念写下，认为音乐应该让人感到“悲伤和孤独，如同破旧的唱片”，而且要“暗黑，发自肺腑”。慎治认为音乐的旋律性总的来说应该不太强，因为他们不想配乐像在电影那样踩点出现，所以在规划阶段他们就把静音纳入到原声带，好让慎治创作用作背景噪音的氛围音乐。由于《9小时9人9扇门》角色淳平和茜和《善人死亡》角色西格玛和法伊都出现在这部游戏中，钢太郎将这两部作品的配乐纳入到原声带中。他还加入了前两部作品的音乐《Digital Root》和《Trepidation》，认为两首音乐有点像主题曲，将两部作品连成一个系列，类似于《星球大战》系列主题音乐《帝国进行曲》。慎治还收到一张清单，上面列有需要重新编排的乐曲，以及他们将在游戏中出现的地方。他总共需要创作45首音乐，但他最终写了近70首，确保游戏每个场景都有契合的音乐。至于片尾曲，慎治回调了前作的几首音乐，作为“献给系列的寄语”，引导主题曲《形态发生场的悲伤》。
创作团队邀请两位谜题作者设计密室逃脱场景。钢太郎说他们其中一位负责打造“正统”谜题，而另外一位、《出擊飛龍》创作人四井浩一则打造“独一无二，思维不合常规”的谜题。他给两人一个大概思路，表达自己希望谜题传达的内容及预想的解决方案。谜题设计师之后共同提出一个草稿，再交由他们三人共同定稿。

### 剧情与主题
游戏最初计划与前作《善人死亡》同步开发，两部作品“构成一对”，其中《善人死亡》的结局设置了悬念。至于《刻之困境》，钢太郎希望前作遗留下来的谜团能得到解决，并在第三部中作为引子，同时尝试让首次接触系列的玩家也能喜欢剧情。这一点成了剧情创作的“基础框架”。除了考虑谜团阐述避免与《善人死亡》相矛盾，他们还加入支线剧情，让主线有“一点额外的冲击”。他们还考虑重新搬上《善人死亡》部分角色拥有的时间旅行能力，为设计更多剧情线创造可能性。钢太郎与其他两位编剧合作，三人彼此合作构思概念，找到让剧情合理化的最佳方式。构思剧情时，他认为西格玛、法伊和戴安娜在开头就会是一队，茜在另外一队，这样就给其他队伍留下空位，随着开发工作的进展逐步填入角色。剧本创作总共花了一年时间。虽然钢太郎在写《善人死亡》时，就想好了《刻之困境》的背景和事件，游戏的结构到了具体实施时还是被更改了。原因是他在以角色的视角撰写剧本时，角色“付出自己的生命，为做出自己的决定”，所以角色应该会将剧情导向另外的方向，有别于他最初的计划。大多数时候他会按照角色的意愿推动剧情发展，而不会强行按照自己原本的想法发展剧情，使得剧情和架构被更改。由于预算有限，游戏的背景设置在封闭空间中，这样一来开发时用到的数字资产很少。
游戏主题道德是系列最为关注的哲理。钢太郎计划让玩家在思考作品中的善恶价值观会有强烈动摇。而游戏标题中“困境”二字恰好反映了这一点，因为游戏会问玩家的选择是否是正确的做法。另一大主题为身份，也就是角色们搞清楚自己到底是谁。钢太郎在处理这个主题时经过了一番挣扎，因为他总是在思考自己的身份，以为自己有多重人格。他所创的角色和他一样，都需要解决这个问题。另一大主题是“多重可能历史”，即玩家需要在可能性相等的历史间转移，取决于他们所做的选择。一些小巧合会产生巨大的影响，这反映在随机事件的运用上。他认为，采用随机事件会使得游戏不受剧透影响，因为常见问题集网站会告诉玩家如何打通游戏，让游戏过程无吸引力。他一直痴迷于巧合这个概念，认同过去的行为促成“我们今天的世界”，所以他在准备编剧就这个话题做了很多调查，读了一些作品。他读的佛教文学提到是非善恶没有绝对标准，尤其是禅宗的“色即是空”，这在他看来是说“物质是空的，形式是空的”。由于这个想法，钢太郎试着给每个角色“各自认为是正确的正义感”，导致角色之间的价值观各有不同。
有别于之前作品采用的视觉小说片段形式叙事，本作采用了电影片段，让西方玩家感到亲切，“模拟美国大制作电视剧的质感”。为了让这种感受更加深入，游戏设置了关闭字幕的选项。由于这种更电影化的设定，钢太郎能够用上他在为电视动画《Punch Line》（2015）编剧时的经历。Telltale Games冒险游戏系列《行尸走肉》（2012-2019）和LEVEL-5冒险游戏《時光旅行者》（2012）促使他作出形式上的变更。他说这给对视觉小说不那么感兴趣的玩家降低了入门门槛，而且对Spike Chunsoft而言大众吸引力很重要，制作冒险游戏时只考虑日本玩家是不够的。游戏各章节的非线性章回体特性能吸引更多的休闲玩家及刚接触系列的玩家，如此一来他们就能按自己的步伐解开故事的面目，不会“全力以赴从头到尾完成一条剧情线”。将剧情打散成片段给剧情的增添了挑战，钢太郎在规划剧情进度时要非常小心，改变一个片段就会影响围绕它展开的片段。他认为将剧情拆成片段对玩家来说是最有趣的事情。
为回应玩家的反馈，《刻之困境》会比《善人死亡》更加有悬念。钢太郎和游戏制作人认为，既然《刻之困境》是《极限脱出》的最后一部作品，他们就不应该再退缩，而是做他们一直以来想做的内容。因为游戏主题是生与死，他们再退缩，这个主题所起的影响力会越来越小，所以要让游戏的暴力场面“极端化”，让玩家充分意识到自己所做的选择多么糟糕。钢太郎认为，开发团队非常在乎玩家的感受，如果他不顾评级，不对剧情做任何改动，游戏就会完蛋。他们最初希望拿到電腦娛樂分級機構D级，也就是17岁或以上的评级，但后来改为拿到Z级，也就是日本评级制度中的最高年龄级别就行，因为他们认为D级不会让他们实现自己想要的视觉及心理冲击。尽管如此，分级机构还是给游戏评了D级。

### 角色设计
游戏角色设计由友野瑞负责。钢太郎原本希望前两作的角色设计西村绢回归，但又想让系列有明显的改变。他又认为，游戏的制作已从背景及预先画好的角色转移至3D动画，显然需要“更令人印象深刻的设计”，认为友野的设计更可能受到国际认可，同时保留日本的质感。部分角色设计因3D模型的技术难题发生改变，比如茜裙子的袖子由松变紧，淳平的外套被拿掉，而埃里克一角设计中的不对称概念也被去掉。
零的角色设计也有所改变，契合病毒这一剧情重点。该角色头戴瘟疫医生面具，而不是前两作的防毒面具。卡洛斯的形象更清晰地凸显出他的职业是消防员：手臂上有几道伤疤，紧身的T恤和衬衫炫耀他发达的肌肉和轮廓，衬衫口袋上的一道斧头刺绣。由于茜是日本人，她的形象融入了日本元素，例如上衣和腰带使用直线，模拟和服和和服腰带的外观。腰带的黑色代表茜藏起来的黑暗内心，腰带上的链条代表束缚着她的事情。袖子前半部分最初是淡紫色，让设计显得不太暗，与淳平的单色形象设计形成对比。这一点在最终设计中被改，然而友野认为使用紫色可能更适合心理状态不稳定的角色。类似地，茜的语气很忧郁，与淳平的冲动形成对比。淳平的形象也被重新设计，契合他在《刻之困境》中的萎靡的性格，有别于他在《9小时9人9扇门》中“孩子气”，爱挑事情的性格。淳平的设计很负责，历经开发团队的多次修改。
希恩原本戴着方形头盔，但友野改用球形头盔，这是钢太郎不知道也不想要的。米拉的形象沿袭了系列每部游戏必定有一个为“性感的致命女郎”的传统，衣襟大开的外套，炫耀乳沟的比基尼款上衣，其3D模型还加入了乳摇效果。埃里克的设计和3D模型很平滑，这是因为Chime觉得部分角色面孔已经比其他角色面孔更容易制作模型。友野希望他能有明显的高加索人种下巴和眉毛，但又觉得应该谨慎处理，不要太过追求这一点，避免模型外观太过写实。戴安娜的形象很难用3D重建，最初的模型有“胖乎乎的花栗鼠脸颊”，但仍然努力制作，直到模型能匹配最初的设计。而戴安娜的衣袖很长，动画化很艰难。法伊原本身高很矮，眼睛很大，但制作团队给她戴上眼镜后，发现她看上去应该更像模特儿，才能匹配她时尚的短发和眼睛。西格玛在《善人死亡》中的部分设计元素以马球衫刺绣形式纳入到新形象中。

## 推广和发行
2015年3月，Aksys Games上线网站4infinity.co。网站设置了一个倒计时，时间停在了7月，恰好是游戏在Anime Expo上公布的当天。游戏名称和标识于10月公布，先导Twitter账户12月上线，同步发布游戏角色艺术图。游戏于2016年3月的一次展示会上揭晓。开发者希望更新系列的形象，将西方版标题搬到日本，也让日本版采用系列英文标题“Zero Escape”，而非前两作日本版的Kyokugen Dasshutsu（"Extreme Escape"）。
有别于前两作，本作的本地化工作随日本版的制作同步进行。北美和欧洲于2016年6月28日由Aksys Games在任天堂3DS和PlayStation Vita发行，日本版随后于30日发行。Microsoft Windows版6月30日由Spike Chunsoft全球发行。3DS和Vita的数字版和实体版在北美同步发行，而欧洲版仅有数字版。Vita版兼容PlayStation TV。3DS版不支持平台的立体3D功能。改善了灯光和阴影的PlayStation 4日本版于2017年8月17日在日本发行，一天后登陆北美，欧洲版则于9月8日由Rising Star Games发行。
北美限定版随附一只手表。由于手表在运输过程中受损，它们延后发行，与游戏分开运送。日本预购版附有一本48册的小册子，收录制作物料、友野绘制的插画，前两部作品的剧情大纲及钢太郎写的前言。Microsoft Windows版附上了手册的数字版，外加部分游戏原声。Aksys计划手册和游戏单独发行，并考虑发行其他周边产品。慎治表示他的公司Supersweep之前发行前两作的原声带专辑，这次也考虑为《刻之困境》发行专辑。

## 评价
游戏各平台版本都获得评论人的称赞，是Metacritic2016年评分第二高的PlayStation Vita游戏，仅次于《命運石之門0》。日本上市首周，Vita版销量5375份，3DS版3916份，总计9291份。 游戏位列2016年6月Vita游戏欧洲销量榜第三位，虽然上市时这个月还有三天就结束。Steam版截至2018年7月共收获3.8万名玩家。
《Fami通》的四位评论人享受游戏三支队伍的设定及不依时间顺序展开剧情流程，认为这样一来玩家游玩时可以更好理解剧情。其中一人表示了解剧情片段中的事情“很奇妙”，另外他们也喜欢被强调的“人际交往戏份”。另外一人认为“略带嘲笑特性”的对白有助于激励玩家。其中一人表示游戏很有趣，即便是没有玩过系列之前两部作品的玩家也能享受其中。他们还认为谜题房间非常有挑战性，很有趣，但希望游戏能为冲着剧情来玩的玩家设置提示功能。其中一位评论人认为玩家有时很难用上道具。他们欣赏谜题房间不像其他密室逃脱游戏那样，给人浅显易懂的感觉。IGN称赞谜题“有创造性”，剧情“精彩”，暗黑基调、决定、结果、“美丽的角色个人时刻”和“晦涩难懂的剧情”很出彩。《地铁报》认为剧本很优秀，是他们玩过的最出彩的剧情导向游戏，“电子游戏剧情的里程碑，主题复杂性和决策方面步向新台阶”。
Destructoid认为游戏立下了卓越的标准，虽然过场动画的“糟糕表现”有点煞风景。《Fami通》的一位评论人欣赏游戏允许玩家跳过已经看过的过场动画，另一人认为过场动画没能完美对上日本版配音演员的嘴型。《地铁报》认为“配音质量起伏不定，动画技术非常低”。
游戏在多个大奖中获奖或被提名，其中赢得Destructoid的2016年最佳PlayStation Vita游戏奖、《Game Informer》的2016年最佳冒险游戏结局奖和RPGFan读者选择奖的冒险游戏和视觉小说类奖。游戏在《Hardcore Gamer》的2016年年度最佳剧情、最佳配音和最佳PlayStation Vita游戏评选中位列第二，获提名为IGN的年度最佳任天堂3DS和PlayStation Vita游戏。游戏获两个RPGFan编辑选择奖，一个是彼得·特里森伯格（Peter Triezenberg）个人年度最佳游戏的第五位，一个是罗伯特·芬纳（Robert Fenner）最失望奖。米拉入选Destructoid的2016年最受欢迎电子游戏角色。